# Jacques Ploncard d'Assac
Pour les articles homonymes, voir Ploncard.
Jacques Ploncard, dit Jacques Ploncard d’Assac, né le 13 mars 1910 à Chalon-sur-Saône et mort le 20 février 2005 à La Garde, est un écrivain et journaliste français, inspiré par le catholicisme réactionnaire et par l'idéologie de Charles Maurras. Collaborateur durant l'Occupation, il est connu pour ses écrits antisémites.

## Biographie
Disciple d'Édouard Drumont et de Charles Maurras, il adhère à l’Action française en 1927. En 1933, il fonde le Front national ouvrier paysan avec Henry Coston, Albert Monniot et Jean Drault. En 1936, il rejoint le Parti populaire français (PPF) de Jacques Doriot. Avec Raymond Cartier, il est parallèlement l’un des animateurs du Centre de propagande des républicains nationaux.
Au début de la Seconde Guerre mondiale, il participe au combat et est décoré de la croix de guerre. Collaborateur, Il appuie la Révolution nationale du maréchal Pétain, qui le décore de la Francisque. Avec Bernard Faÿ et Henry Coston, il travaille au Service des sociétés secrètes basé rue Cadet, chargé de répertorier les archives de la franc-maçonnerie et publie divers articles dans la revue Documents maçonniques.
Dans un article du journal collaborationniste Au pilori, du 13 novembre 1941, il attire l'attention des autorités occupantes sur les membres du Musée de l'Homme, en particulier sur Deborah Lifchitz qu'il décrit en ces termes: « Juive, d’abord citoyenne russe, puis polonaise, enfin naturalisée française après 1936, assistante au département d’Afrique noire et disciple du professeur Marcel Cohen, de la Sorbonne, juif et communiste, maintenue dans ses fonctions plusieurs mois durant par ordre exprès de Rivet, en dépit des lois sur les Juifs. Travaille encore au Musée de l'Homme en qualité de bénévole ». Deborah Lifchitz est arrêtée le 21 février 1942, transférée à Drancy puis à Auschwitz où elle sera gazée peu après son arrivée.
En raison de cet article et des conséquences qui ont suivi, la 8e section de la cour de justice de la Seine condamne le 29 mai 1947 Jacques Ploncard à la peine de mort par contumace, peine qui sera ramenée aux travaux forcés à perpétuité par la 14e section le 7 octobre 1949.
En 1944, après la chute du régime de Vichy, il s’exile au Portugal, où il est conseiller du Premier ministre Salazar (à qui il a consacré une biographie). À partir de 1957, il publie une quinzaine de volumes sur les grands problèmes de l’heure : le nationalisme, le colonialisme, le progressisme chrétien et le communisme, que la critique remarque[réf. nécessaire]. Il anime également des émissions en français à la radio portugaise[réf. nécessaire], sous le nom de La Voix de l'Occident, qui est aussi le titre d'une publication en français diffusée régulièrement à destination de la France.
Après la révolution des Œillets, il revient en France et collabore notamment au journal Présent. Il est l’auteur du livre Doctrines du nationalisme. Il est le père du neuro-chirurgien et essayiste d'extrême droite Philippe Ploncard d'Assac.
Jacques Ploncard est surtout connu pour son antisémitisme, son antimaçonnisme : dans ses ouvrages, invariablement il soutient, d'un point de vue ultra-réactionnaire, la théorie du complot[réf. nécessaire]. Son discours est à rapprocher de celui de ses confrères Henry Coston, Xavier Vallat et Maurice Bardèche. Il était apprécié de Pierre Dominique (Rivarol) et des catholiques conservateurs.

## Distinctions
- Ordre de la Francisque

## Publications

### Signé Jacques Ploncard
- Pourquoi je suis anti-Juif, Paris, O.P.N., La Lutte nationaliste, no 2, 1938.
- avec Lucien Pemjean, Paul Lafitte, Jean Drault et Henry Coston, 1892-1942. Le Cinquantenaire de la Libre parole, fondée par Édouard Drumont, Bordeaux, E. Castera et Paris (Centre d'action contre la franc-maçonnerie), 1942.
- Préface à Henry Coston, Quand la Franc-maçonnerie gouvernait la France, Paris, Centre d'action et de documentation, « Les Cahiers de la France nouvelle », no 2, [1942].
- La Franc-maçonnerie ennemie de l'Europe, Paris, C.A.D., « Les Cahiers de la France nouvelle », no spécial du Bulletin d'information anti-maçonnique, [1943].

### Signé Jacques Ploncard d'Assac
- La Réaction, Paris, « La Librairie Française ».
- A Francomaçonaria e o Rotarismo, Lisboa, « Legião Portuguesa », 1957.
- A Batalha das Ideias, Coimbra, « Comp. Nac. Editora », 1958
- Doctrines du nationalisme, Paris, La Librairie française, [1958] ; Éditions du Fuseau, 1965 ; Éditions de Chiré, 1978.
- L'État corporatif. L'expérience portugaise, doctrine et législation, Paris, La Librairie française, 1960.
- L'Erreur africaine, Lisbonne et Paris, La Voix de l'Occident, no 7, 1963.
- L'Église et la Révolution, Lisbonne et Paris, La Voix de l'Occident, no 8, [1963].
- Éditeur de Antonio de Oliveira Salazar, Dictionnaire politique, [éd. et lieu non précisés], 1964.
- La Crise du communisme, Lisbonne et Paris, La Librairie française, La Voix de l'Occident, no 12, [1965].
- Salazar, Paris, La Table Ronde, 1967 ; 2e éd. augmentée, Éditions Dominique Martin Morin, 1983.
- Lénine ou la Technique du coup d'État, Paris, Éditions de Permanences (extrait, nos 44-46), 1968.
- La Peur des mots, Paris, 1968.
- La Nation, l'Europe et la chrétienté, Lisbonne et Paris, Librairie Dauphine, La Voix de l'Occident, no 10, [sans date].
- L'Afrique trahie, Lisbonne et Paris, La Voix de l'Occident, no 11, [sans date].
- Critique nationaliste, Lisbonne et Paris, Librairie française, La Voix de l'Occident, no 13, [sans date] ; Éd. du Trident, Diffusion la Librairie française, 1987.
- Le Poids des clefs de Saint Pierre, suivi de le Reste de la vérité, Paris, La Librairie française (Textes lus au micro de la Voix d'Occident, à Lisbonne), [sans date].
- Manifeste nationaliste, Paris, éditions Plon, « Tribune libre », 1972.
- L'Église occupée, Chiré-en-Montreuil,  Diffusion de la pensée française, 1975 réédité par la Société de Philosophie Politique.
- Préface à Luigi Bader, Les Bourbons de France en exil à Gorizia (1836-1845/1875-1886), leurs tombeaux à la Castagnavizza, avec des documents inédits de l'époque de Metternich / Luigi Bader, trad. de l'italien par F. Ditri ; adapté par J. Rousseau et P. Soudan, Paris, Perrin, « Présence de l'histoire », 1977.
- Le Secret des francs-maçons, Chiré-en-Montreuil, Éditions de Chiré, 1979 ; 3e éd., 1992.
- Éditeur de : 1792 : les dernières marches du trône, documents réunis et présentés par Jacques Ploncard d'Assac, Bouère, Éditions Dominique Martin Morin, 1986.

### Autres
- Pseudonyme Jacques de Sainte Marie, Notes sur une exposition d'œuvres d'art et de souvenirs historiques appartenant à Monseigneur le Comte de Paris, 1948.
- Pseudonyme La Vouldie, Mme Simone de Beauvoir et ses mandarins, 1955.